# Aglaojoppa malaisei
Aglaojoppa malaisei är en stekelart som beskrevs av Heinrich 1967. Aglaojoppa malaisei ingår i släktet Aglaojoppa och familjen brokparasitsteklar. Inga underarter finns listade i Catalogue of Life.